# Liste der Linienschiffe der United States Navy
Dies ist eine Liste von Linienschiffen (Segelschiff) der United States Navy.

## Continental Navy
- Serapis – britische Serapis erbeutet am 23. September 1778, nicht in Dienst gestellt
- America – 1782 an Frankreich verschenkt

## United States Navy
- Independence-Klasse (90 Geschütze)
  - Independence (1822–1912)
  - Washington (1815–1820)
  - Franklin (1817–1852)
  - Columbus (1819–1848)
- Chippewa-Klasse (120 Geschütze)
  - Chippewa – Kiellegung 1815, nicht fertiggestellt
  - New Orleans – Kiellegung 1815, nicht fertiggestellt
- Pennsylvania (1837–1861)
- Deleware-Klasse (74 Geschütze)
  - Delaware (1828–1844)
  - Vermont (1862–1901)
  - New Hampshire (1864–1921)
  - Virginia – Kiellegung 1822, nicht fertiggestellt
  - New York – Kiellegung 1820, nicht fertiggestellt
  - Ohio (1838–1875)
  - North Carolina (1824–1866)